# Agrotis weissenbornii
Agrotis weissenbornii är en fjärilsart som beskrevs av Freyer 1828. Agrotis weissenbornii ingår i släktet Agrotis och familjen nattflyn. Inga underarter finns listade i Catalogue of Life.